# Denise Colomb
Denise Loeb, nota con il nome d'arte Denise Colomb (Parigi, 1º aprile 1902 – Parigi, 1º gennaio 2004) è stata una fotografa francese, famosa per i suoi ritratti di artisti negli anni cinquanta e sessanta del Novecento e per i suoi reportage ispirati alla tradizione del realismo poetico francese.

## Biografia
Nata a Parigi nel 1902, Denise Loeb studiò musica nella classe di violoncello del Conservatorio di Parigi, ma non sostenne l'esame finale perché vinta da un profondo terrore del palcoscenico.
Si sposò nel 1926 con Gilbert Cahen, fratello della fotografa francese Thérèse Le Prat; da questa unione nacquero tre figli: Pascaline (1928), Olivier (1929) e Bertrand (1931).
Dal 1935 al 1937 si trasferì in Indocina con il marito che aveva assunto l'incarico di ingegnere navale. Fu lui ad acquistarle durante il viaggio, a Porto Said in Egitto, la sua prima macchina fotografica, "una Super-Nettel con obiettivo Zeiss 50 mm". Durante questo periodo Denise Loeb viaggiò in Vietnam, Cambogia e Cina, e realizzò numerose fotografie, soffermandosi in particolare sulla vita quotidiana dei popoli incontrati, ma anche sui grandiosi paesaggi, come quelli offerti dalla Baia di Halong o dalla Grande Muraglia Cinese, o su ritratti di persone anonime.
Nel 1940, durante la seconda guerra mondiale e l'occupazione tedesca, si rifugiò a Dieulefit e adottò il nome d'arte Denise Colomb per nascondere le sue origini ebraiche.
Nel 1947 presentò le fotografie scattate in Indocina alla galleria Le Minotaure. L'attività dei fratelli Pierre Loeb, titolare dal 1924 della prestigiosa "Galerie Pierre" in rue des Beaux-Arts a Saint-Germain-des-Prés dove esposero i surrealisti, ed Edouard Loeb, che aprì la sua galleria nel 1953, le permise di incontrare diversi pittori e scultori.
Dal 1947 al 1960, il periodo più prolifico della sua carriera, realizzò numerosi ritratti di artisti, il primo dei quali, decisivo per il suo futuro di fotografa, fu quello di Antonin Artaud, al ritorno da diversi anni trascorsi al manicomio di Rodez. Fotografarlo la scosse notevolmente e rafforzò la sua decisione di specializzarsi nella ritrattistica d'artista: “Continuava a cambiare espressione. Ho appena avuto il tempo di caricare e premere il pulsante. Le sue mani erano tragiche quanto il suo viso. Avresti pensato che fosse ammanettato. Ero scossa."
Nei decenni successivi frequentò numerosi pittori e scultori - fra cui De Staël, César, Chagall, Miró, Giacometti, Picasso, Vieira da Silva - cercando di cogliere nelle foto che scattava, nei loro studi e nei loro visi, la loro personalità e il segreto stesso della creazione artistica.
Il primo lavoro che portò a termine, quando ancora non era affermata come fotografa, né possedeva l'esperienza che avrebbe in seguito acquisito, fu il reportage del viaggio alle Indie occidentali cui partecipò nel 1948 grazie all'intervento del poeta e scrittore originario della Martinica Aimé Césaire, amico del fratello Pierre, che nel 1948 la raccomandò come fotografa alla missione guidata da Michel Leiris nelle Antille - Martinica, Guadalupa e Haiti - per la celebrazione del centenario dell'abolizione della schiavitù. La collaborazione fra Colomb e Leiris, tuttavia, non si rivelò fruttuosa: la fotografa francese, in seguito, sostenne che Leiris l'avrebbe accusata di interessarsi solo alla fotografia artistica e non all'etnografia. In realtà i due perseguivano interessi diversi: Colomb era guidata dalle convinzioni estetiche e dai riferimenti pittorici della fotografia umanista del dopoguerra, rappresentata in Francia da Robert Doisneau, Willy Ronis ed Edouard Boubat; Leiris dalla volontà di dar conto della specificità culturale, sociale e razziale della popolazione dei Caraibi, un progetto etnografico concepito nell'ambito del Musée de l'Homme.
Dieci anni dopo, nel 1958, Colomb fece ritorno in questi paesi, su commissione della Compagnie Générale Transatlantique, con un intento quindi rivolto alla promozione del turismo e all'invito a viaggiare in quei luoghi; durante questo secondo soggiorno, alternò i colori al bianco e nero, e ripercorse gli stessi soggetti, applicando la stessa sensibilità, senza indulgere nel pittoresco.
Successivamente si recò in India, Israele e in vari paesi europei, fra cui l'Italia, il Portogallo, la Norvegia, dove scattò numerose fotografie. Collaborò a diverse riviste come Le Leicaïste, Regards, Le Photographe e Réalités.
Negli anni cinquanta realizzò diversi reportage, su commissione della rivista Point de vue-Images du Monde, che all'epoca conteneva una rubrica fotografica; fra questi, molti riguardarono Parigi, come 24 heures avec un médecin de campagne à Paris (1953), Dans les catacombes (1953), Les cochers.
La sua prima mostra personale, nella quale espose i suoi ritratti d'artista, si svolse nella galleria del fratello Pierre nel 1957, seguita da un'altra nel 1969 al Musée des Arts Décoratifs. Prestando grande attenzione alla condizione umana, alle scene di vita quotidiana, all'espressione dei volti, oltre che alla composizione dell'immagine, con le sue foto si collocò nella tradizione del realismo poetico francese e di fotografi umanisti come Édouard Boubat.
Sperimentò anche diverse tecniche, come il collage e, in alcuni ritratti e nudi femminili, la solarizzazione sperimentata da Man Ray; nel ritratto di Françoise Gilot,(1952) in posa accanto alla litografia 'Françoise (M45)' di Pablo Picasso, rese omaggio al pittore spagnolo che molto spesso dipinse contemporaneamente la vista frontale e il profilo della modella.
Il riconoscimento della sua opera giunse con la pubblicazione nel 1986 del libro Portraits d'artistes: les années 50/60, contenente 49 dei suoi più famosi ritratti, e con la retrospettiva presentata nel 1992 al Palais de Tokyo di Parigi.
Le ultime opere di Colomb sono caratterizzata da nuovi motivi, come donne velate, maschere africane e teste di vetro. Nel 2002, poco prima della sua morte, venne premiata in occasione del suo centesimo compleanno con mostre realizzate in diverse gallerie parigine.
Nel 1991 donò il suo lavoro allo stato francese. Il "fonds Denise Colomb" comprende 52.000 negativi, 2.600 stampe originali e documenti. È mantenuto e conservato alla Médiathèque de l'architecture et du patrimoine che dipende dal Ministero della Cultura francese.
Denise Colomb morì nel 2004 all'età di 101 anni nel suo appartamento parigino di fronte al Musée Picasso.

## Opere
Ritratti d'artista (1947–1998):
- 1947: Antonin Artaud[20]
- 1949: Georges Braque
- 1949: Pierre Loeb
- 1950: Max Ernst[21]
- 1950: Alexander Calder
- 1952: Picasso alla finestra
- 1952: Picasso nello studio con le sue opere[22]
- 1952: Picasso al Museo Grimaldi di Antibes
- 1952: Leonor Fini e Leonora Carrington[23]
- 1953: Zao Wouki
- 1953: Riopelle[24]
- 1954: Magnelli[25]
- 1954: Victor Brauner[26]
- 1954: Nicolas de Staël[27]
- 1954: Alberto Giacometti e Mario Giacometti
- 1954: Pierre Soulages nel suo studio[28]
- 1954: Jean Arp
- 1954: Mirò chez Mourlot
- 1954: Germaine Richier[29]
- 1955: Pierre Soulages
- 1957: Marc Chagall
- 1957: Maria Helena Vieira da Silva
- 1960: Bram van Velde
- 1960 ca.: Françoise Gilot[30]
- 1961: Le Corbusier
- 1968: Victor Vasarely
- 1990: Sam Szafran[31]

Libri e cataloghi fotografici
- (FR) Denise Colomb, Jean-Louis Vallas, Ponts de Paris. Photographies de Denise Colomb, Paris, 1951, OCLC 1121692312.
- (FR) Denise Colomb, Denise Colomb : Pavillon des arts, 26 avril-10 juin 1990, Paris, Paris-Musées, 1990, ISBN 9782905958099.
- (FR) Denise Colomb e Noel Bourcier, et al., Denise Colomb, [Pubblicato in occasione della presentazione della mostra di benvenuto della donazione Denise Colomb al Palais de Tokyo, a Parigi, da marzo a maggio 1992], Besançon, Franche-Comté, Editions La Manufacture, 1992, ISBN 2737703093.
- Ronde de Nuits, Rêves et fotografie di Denise Colomb. Fata Morgana, Fontfroide 1994.
- (FR) Denise Colomb, Jean-Claude Lemagny, Denise Colomb : "portraits", Lyon, Ed. La Manufacture, 1996, ISBN 9782737704123.
- (FR) Denise Colomb, Instantanés, Marseille, La Chambre, 1999, ISBN 9782913925007.
- (FR) Denise Colomb, Vagabondages : errance de la mémoire, Paris, Filigranes, 2002, ISBN 9782914381307.
- (FR) Noël Bourcier, Denise Colomb aux Antilles : de la légende à la réalité, 1948-1958, Paris, Filigranes, 2009, ISBN 9782350461731.